# Nomotheet
De bevoegdheid om wetten aan te nemen kwam in klassiek Athene na de hervormingen van 403 in handen van een jurypanel, nomotheten, een college van 501 of 1001, door het lot aangewezen mannen boven de 30 jaar, van de 6000 die elk jaar de Heliastische eed hadden gezworen. Uit deze 6000 ‘gezworenen’ werden ook de jury’s voor de dikasteria (juryrechtbanken) ingeloot.
De wetgevingsprocedure verliep als een rechtszaak. De indiener van het voorstel tot wetswijziging komt naar voren als beschuldiger van de bestaande wetten. Nadat hij heeft gesproken is het de beurt aan de vijf door de Vergadering gekozen verdedigers van de bestaande wet. Daarna beslissen de nomotheten door middel van hand opsteken.
Naast de nomotheten, bleef de Ekklèsia functioneren als belangrijkste wetgevend orgaan. Zij bepaalde welke zaken naar de nomotheten werden doorverwezen. De nomotheten kregen net als de juryleden van de rechtbanken presentiegeld.